# The Spider and the Fly (film)
Pour les articles homonymes, voir The Spider and the Fly.
The Spider and the Fly est un film britannique réalisé par Robert Hamer, sorti en 1949. 

## Synopsis
En 1913, Fernand Maubert, le chef de la police dévoué de Paris , poursuit Philippe Lodocq, un braqueur de banque suave soupçonné d'une série de vols, mais le criminel a toujours un alibi . Après le dernier vol, Maubert capture la complice de Lodocq, Madeleine Saincaise.
À sa sortie de prison, Maubert la met en garde de rester à l'écart de Lodocq, bien qu'il ait une certaine admiration pour l'homme. Impressionné par son intelligence, sa beauté et son courage, il commence à la courtiser lui-même. Lorsque Lodocq lui rend visite, elle lui avoue son amour pour lui, mais il lui dit qu'il est trop dangereux pour eux d'être vus ensemble et qu'ils finiraient par se lasser l'un de l'autre de toute façon. Plus tard, cependant, lors d'une de leurs cordiales réunions occasionnelles, Maubert dit à Lodocq qu'il peut dire que Madeleine est différente des autres femme.
Plus tard, les policiers sont prévenus par un informateur et arrivent lors d'une tentative de vol. Lodocq s'enfuit, mais son assistant Jean Louis est tué, avec un policier. Lodocq persuade Madeleine de lui fournir un alibi. Maubert sait qu'elle ment, mais ne peut pas le prouver et arrête de la voir.
Enfin, Maubert obtient la pause qu'il attendait. Lodocq emploie le frère de Jean Louis Alfred pour son prochain vol. Maubert amène Alfred à trahir Lodocq, non par vengeance de la mort de son frère, mais en lui disant à tort que Lodocq n'a pas donné à sa mère Jean la juste part du butin. Lodocq est emprisonné au moment où la Première Guerre mondiale éclate.
Pendant la guerre, Maubert devient un acteur majeur du contre-espionnage français. Lorsque le ministre de la Guerre lui dit qu'ils ont besoin de toute urgence d'une liste d'espions allemands agissant en France et conservés dans un coffre-fort à l'ambassade d'Allemagne à Berne, en Suisse neutre, Maubert déclare qu'il n'y a qu'un seul homme pour le poste. Maubert est autorisé à offrir une grâce à Lodocq en échange de ses services. Le prisonnier accepte après que Maubert ait balancé la perspective de voir Madeleine.
Le vol se déroule sans accroc. Cependant, lorsque Lodocq se rend à l'appartement de Madeleine, il y trouve déjà un Maubert découragé. Dans une surprise, il s'avère que le nom de Madeleine était sur la liste qu'ils ont volée. Elle est emmenée, avec l'implication qu'elle sera exécutée pour trahison . Dans la scène finale, Maubert regarde Lodocq, désormais soldat français anonyme, monter à bord d'un train pour les combats intenses de Verdun , tous deux sachant que Lodocq a peu de chances de survie.

## Fiche technique
- Titre original : The Spider and the Fly
- Réalisation : Robert Hamer
- Producteurs : Aubrey Baring, Maxwell Setton
- Scénario :  Robert Westerby
- Directeur de la photographie : Geoffrey Unsworth
- Musique : Georges Auric
- Direction artistique : Edward Carrick
- Costumes : Doris Lee
- Ingénieurs du son : Gordon K. McCallum, Sydney Wiles
- Montage : Seth Holt
- Pays d'origine :  Royaume-Uni
- Genre : Thriller
- Durée : 92 minutes
- Date de sortie : 
  -  Royaume-Uni : 1er décembre 1949

## Distribution
(liste partielle)
- Eric Portman : Fernand Maubert
- Guy Rolfe : Philippe Lodocq
- Nadia Gray : Madeleine Saincaize
- George Cole : Marc, détective
- John Carol : Jean Louis / Alfred Louis
- Harold Lang : Belfort, le pickpocket
- Edward Chapman : Ministre de la guerre
- Maurice Denham : Colonel de la Roche
- John Salew : Secrétaire du Ministre
- May Hallatt : Monique
- James Hayter : Maire
- Patrick Young : Capitaine le Maitre
- Sebastian Cabot : Préfet d'Amiens
- Jeremy Spenser : Jacques, enfant dans l'église
- Madge Brindley : Grand-mère de Jacques
- Keith Pyott : Père Pletsier
- Natasha Sokolova : Nicole Porte
- Philip Stainton : Gérant du Café
- Hal Osmond : Chauffeur de taxi suisse

Acteurs non crédités
- Arnold Diamond : Officier de police
- Howard Douglas : Inspecteur Le Jeune